# Olga Neuwirth
Olga Neuwirth (4 de agosto de 1968) é uma compositora austríaca.
Começou a receber aulas de trompete aos 7 anos. Em seguida, estudou composição com Erich Urbanner na Universidade de Música e Performances Artísticas de Viena, enquanto estudava no Institut für Elektronische Musik und Akustik. Escreveu uma tese sobre a música para o filme de Alain Resnais, "L'amour à mort". De 1985 a 1986 estudou arte e música no Conservatório de Música de São Francisco com Elinor Armer. De 1993 a 1994 estudou com Tristan Murail e trabalhou no IRCAM, onde produziu obras como...? risonanze!... para a viola do amor. Durante a sua carreira, Neuwirth teve a oportunidade de conhecer o compositor italiano Luigi Nono, com quem partilhou pensamentos políticos radicais. Como ele mais tarde afirmou, este encontro teve uma grande influência na sua vida.
Publicou muitos trabalhos para música de câmara publicados sob a marca Kairos, e colaborou com Elfriede Jelinek na criação de uma ópera baseada no filme Lost Highway de David Lynch, que incorpora recursos visuais e sonoros ao vivo e pré-gravados, juntamente com outros efeitos eletrónicos. A estreia mundial teve lugar em Graz em 2003, interpretada por Klangforum Wien com eletrónica feita no Institut für Elektronische Musik und Akustik. A gravação publicada por Kairos é premiada com o Diapason d'Or.
Foi uma das compositoras mais interpretadas no Internationale Musikkurse Darmstadt entre 1946 e 2014.
Em 2021 foi galardoada com o Prémio Wolf Foundation of the Arts.